# 에어 인디아 익스프레스
에어 인디아 익스프레스(영어: Air India Express)는 에어 인디아 산하 저비용 항공사로 지난 2004년에 설립했다. 인도 국내선을 비롯한 약 30여개 노선을 취항하고 있으며 본사는 인도 코친에 위치해 있으며 또한 사용하고 있는 허브 공항으로 코친 국제공항과 트리반드룸 국제공항이 있다.

## 역사
- 2004년 5월 : 회사 설립
- 2005년 2월 : 보잉 737-800 도입
- 2005년 4월 : 운항 개시

## 보유 기종

### 현재 사용하는 기종
- 2020년 8월 기준으로 에어 인디아 익스프레스는 다음과 같은 기종을 보유하고 있으며 평균 기령은 2.9년이다.

## 사건 및 사고
- 에어 인디아 익스프레스 812편
- 에어 인디아 익스프레스 1344편 착륙 사고

## 같이 보기
- AIX 커넥트
- 에어 인디아 카고
- 에어 인디아 리저널